# Nova vas pri Markovcih
Nova vas pri Markovcih este o localitate din comuna Markovci, Slovenia, cu o populație de 392 de locuitori.